# 奥田恵梨華
奥田 恵梨華（おくだ えりか、1981年2月24日 - ）は、日本の女優。身長162cm。
東京都出身。東京都立豊島高校、女子美術短期大学卒。スターダストプロモーション所属。既婚。

## 来歴
高校時代に雑誌『東京ストリートニュース』の人気読者モデルとして活躍。その後、女性誌や数々のCMに出演。2004年には平井堅の『瞳をとじて』、2005年にはEXILEの『ただ…逢いたくて』のプロモーションビデオに出演。2005年公開の『東京ゾンビ』以降、映画やドラマ、バラエティ番組など活躍の場を広げている。2010年7月よりテレビ朝日の長寿ドラマ『科捜研の女』シリーズに研究員・吉崎泰乃役でレギュラー入りし、2013年10月まで出演した。
2013年7月7日、同月3日に入籍したことを公式ブログ上で発表。2014年6月27日のブログ記事にて第1子となる女児を出産したことを報告した。

## 人物
- 本人によると、名前の恵梨華は本名で、冬に咲く花ということで“エリカ”と名付けられたという[3]。
- 公式プロフィールでの出身は「東京」となっているが、両親は滋賀県（信楽焼の窯元の親族）と福井県の出身であり、しかも転勤族で日本各地での居住歴があるため、本人曰く「東京生まれ、日本育ち」ということである（これまで住んでいたことがあると本人が公言しているのは、東京、秋田、愛知、大阪、鹿児島）[3]。
- iBook G4を所有してブログを編集している。
- ネコが大好きで、自身も飼っている。名前は「ヨル」で、見た目が真っ黒なところに由来している。もう一匹「ミニ」という猫も飼っていたが現在は実家で飼われている。
- 読書が趣味。好きな本を何度も読み直すことが多く、1日に1冊は読むとのこと。また新書も1ヵ月に10冊ほど読む[4]。
- 憧れの人物はみうらじゅん、安斎肇。俳優ではレニー・ゼルウィガーなど。
- ユニコーンのファン[5]。
- これまで演じてきた役の中では、自分自身は『三年身籠る』の緑子がいちばん好きだと語ったことがある。「ずっと愛すべき存在。女の子の固まり。自分とは全然違うけど、かわいくて仕方ないです。あんな子が好きです」と言っている[3]。
- 以前は、都内の木造アパートに居住していた（立地が良い上にペット可でありながら格安物件だったため）が、ベランダがない、造作に難があることなどから2008年9月に念願だった引越しを行った。
- ラーメンが好きである。また、自身で料理を作ることも得意とし、家庭的なものから極めて「創作的」なものまで何でも作りこなす。
- 物を大切に取っておく習慣、収集癖があり時折本人ブログ内でそれらのものを過去のエピソードを交えて紹介している。これまでに収集した物は、『笑点』大喜利フィギュアセット、『サザエさん』の磯野一家のフィギュアなど。また、アディダススニーカーのボトルキャップは集めていたがコンプリートできず断念した。現在は観光地土産のペナントを収集している。
- 以前は携帯サイトにてブログを公開していた。携帯時代のブログ名は『オクダ☆エリカ大作戦!!!』で、トップ画はタマゴボーロのパッケージを加工したものだった。その後2006年4月7日よりPCサイトで公開に移り、『オクダエリカ大作戦☆2nd season』から、『オクダエリカ大作戦☆2009』を経て、2009年3月29日にexciteでのブログは終了（卒業）。ブログ名の由来はスチャダラパーの1stアルバム『スチャダラ大作戦』。
- 現在のブログ『オクダエリカ大作戦 Season3』は、2008年12月26日より平行運用していたが、2009年3月29日に移行（引越し）を完了。
- 2010年11月6日 - 14日まで、オーストラ・マコンドー「そのとき橋には誰もいなかった」にて舞台初出演。

## 出演

### 映画
- day alone〜マノーラと姫ちゃん〜（2005年）
- 東京ゾンビ（2005年）
- ヒロイン（2005年）600秒ショートフィルム
- bird call（2006年）
- 三年身籠る（2006年）
- ユモレスク〜逆さまの蝶〜（2006年）
- イヌゴエ 幸せの肉球（2006年） 声の出演
- Life 特別短編「これから」（2007年） - ヒトミ 役
- M（2007年）
- 実録・連合赤軍 あさま山荘への道程（2007年） - 杉崎ミサ子 役
- Sweet Rain 死神の精度（2008年） - 竹子 役
- 『実録・連合赤軍』メイキングムービー 「GUN AWAY!」（2008年）
- TOPLESS（2008年） - 井上朋美 役
- バカバカンス（2008年） - 栗原亜衣 役
- 最初の七日間（2008年） - 室井恵理子 役
- 平凡ポンチ（2008年）
- GOTH（2008年） - 担任教師柄谷 役
- 相棒シリーズ 鑑識・米沢守の事件簿（2009年）
- 千里眼 キネシクス・アイ（2009年） - 岬美由紀 役　※劇場未公開（DVDレンタルリリース）
- ヴィヨンの妻 〜桜桃とタンポポ〜（2009年） - 街の娼婦 役
- 離さないで（2010年）
- 28 1/2 妄想の巨人（2010年） - 言子（あきこ） 役
- あまっちょろいラブソング（2010年）
- サラリーマンNEO 劇場版(笑)（2011年） - 麗子 役
- HOMESICK（2011年）
- JAPAN SHORTS「夢を見た」（2013年）
- THE NEXT GENERATION -パトレイバー-（2014年）
- Mr.Long/ミスター・ロン（2017年）
- 科捜研の女 -劇場版-（2021年)  -吉崎泰乃 役

### テレビドラマ
- 4TEEN（2004年、WOWOW）
- 白夜行 第4話 - 5話（2006年、TBS）
- イヌゴエ（2006年10月16日 - 、KBS京都 / 10月19日 - 、tvk、テレ玉、三重テレビ、サンテレビ / 10月22日 - 、チバテレビ）
- 水曜ミステリー9「大漁!釣り船弁護士」（2006年、テレビ東京）
- 愛の迷宮（2007年10月 - 12月、東海テレビ）
- アベレイジ「不倫女の週末」（2008年3月29日、フジテレビ）
- 日韓合作ドラマ「東京、天気雨」（韓題「도쿄 여우비」）（2008年6月9日・10日、SBS (韓国)）
- NHK仙台放送局 開局80周年ドラマ「お米のなみだ」（2008年9月19日、東北地方 / 10月19日全国放送、NHK）
- 探偵Xからの挑戦状!（2009年4月30日、NHK）
- 俺たちは天使だ! NO ANGEL NO LUCK（2009年7月1日 - 、テレビ東京） - 五十嵐晶 役
- 浅見光彦〜最終章〜 第6話（2009年11月25日、TBS） - 正法寺美也子 役
- ヤマトナデシコ七変化 第2話（2010年1月22日、TBS）
- 離婚同居 第1話（2010年5月18日、NHK）
- 科捜研の女（テレビ朝日） - 吉崎泰乃 役 
  - 第10シリーズ（2010年7月-9月）
  - スペシャル（2011年3月17日）
  - 第11シリーズ（2011年10月 - 2012年3月）
  - 第12シリーズ（2013年1月 - 3月）
  - 第13シリーズ 第1話 - 3話（2013年10月17日 - 31日）
  - 第19シリーズ 第25話（2019年12月19日）
  - 第23シリーズ 第1話（2023年8月16日）[6]
- TOKYO コントロール（2011年1月 - 5月、フジテレビNEXT） - 下柳成美 役
- プレミアム8・トライ・エイジ〜三世代の挑戦〜「第1回 島家三代の物語」（2011年2月3日、NHK BS）
- 幸せになろうよ（2011年4月 - 6月、フジテレビ） - 遠藤聖子 役
- 下町ロケット（2011年8月 - 9月、WOWOW） - 財前冬美 役
- ラッキーセブン 第9話（2012年3月12日、フジテレビ） - 槇谷由香利 役
- クレオパトラな女たち（2012年4月 - 6月、日本テレビ） - 中野志野 役
- トッカン 特別国税徴収官 第3話（2012年7月18日、日本テレビ） - 三井由希子 役
- TOKUNOSHIMAエアポート（2012年10月14日 - 、フジテレビTWO） - 下柳成美 役
- スイーツ! 〜嗚呼、甘き青春よ〜（2012年12月7日、NHK福岡）
- ヒューマンドラマスペシャル ぱじ〜ジイジと孫娘の愛情物語（2013年3月27日、テレビ東京） - 高橋早紀 役
- 震える牛（2013年6月 - 7月、WOWOW） - 川津香 役
- SUMMER NUDE 第4話（2013年7月29日、フジテレビ） - 斉藤芽衣子 役
- あまちゃん 第128話（2013年8月27日、NHK） - マネージャー 役
- クロコーチ（2013年10月 - 12月、TBS） - 葉月トモ 役
- 素敵な選TAXI 最終話（2014年12月16日、関西テレビ） - 時田真緒 役
- 相棒 season13 第11話「米沢守、最後の挨拶」（2015年1月14日、テレビ朝日） - 早乙女美穂 役
- HEAT（2015年8月、関西テレビ） - 合田小百合 役
- それでも僕は君が好き 第3夜（2015年9月30日、フジテレビ） - サムスン 役[7]
- 5人のジュンコ（2015年11月21日、WOWOW）
- 歪んだ波紋（2019年11月3日 - 12月22日、NHK BSプレミアム） - 相賀雅美 役
- ミステリと言う勿れ 第11話（2022年3月21日、フジテレビ） - 辻十岐子 役（写真出演）
- おかしな刑事 26「年忘れ!!大感謝スペシャル」（2022年12月27日、テレビ朝日） - 柴門奈々未 役

### バラエティ
- WIDE ENTERTAINMENT NEWS（2005年、2006年、2007年 Mnet）2005、2007年はCMメイキング、2006年はMVメイキング放送
- サラリーマンNEO 1-6 （2006年 - 2011年、NHK）
- ワンダフル東北・お米のなみだ東北紀行（2008年11月14日、東北ブロックネット）
- クラシックミステリー 名曲探偵アマデウス（2010年1月、NHK） - 古風美月 役

### ナレーション
- 第76回日本音楽コンクール本選会-あすの音楽家たち 挑戦の記録-（2007年12月16日、NHK教育テレビ）

### ラジオ
- 円都通信 ラジオドラマ Bandage（2005年、TOKYO-FM） - ミハル 役

### 配信
- ネットシネマ 探偵事務所5 2nd SEASON 第14話『薔薇は13で待て』 - 探偵544 役
- 婚前特急-ジンセイやっぱ21から-（2011年1月、LISMOドラマ）
- ファーストクラスEp3.夜間飛行（2013年7月31日 - 、UULA） - 谷口茜 役
- 火花（2016年、Netflix）

### PV
- 翔け!イカロス（Jungle Smile）
- Cloudy（スガシカオ）
- day after tomorrow「day alone 〜マノーラと姫ちゃん〜」シリーズ
  - 君と逢えた奇蹟（第1話）
  - ユリノハナ（第2話）
  - day alone（最終話）
- 瞳をとじて（平井堅）
- HUG〜抱きしめてください〜（マツリルカ&アリス）
- ただ…逢いたくて（EXILE）
- Sea of Dreams 〜Tokyo DisneySea 5th Anniversary Theme Song〜（MISIA）
- 街角で（ソン・シギョン）
- Starting In Life（FAR EAST RHYMERS）
- 今でもずっと（Spontania feat. 伊藤由奈）
- PRESENT（JUJU）
- サクライロ（斎藤工）

### CM
- 1999年
  - 資生堂 タフィー
- 2001年
  - 日本コカ・コーラ (曲は桑田佳祐の「波乗りジョニー」。無名時代の瑛太とキスしている)
- 2003年
  - ロッテ 風菓
  - ブルボン チュエル
  - 三菱自動車
  - 麒麟麦酒 白麒麟
  - ボーダフォン（現ソフトバンクモバイル）
- 2004年
  - エイブル ほしいもの篇
  - サントリー マグナムドライ
  - マツモトキヨシ
  - 日本コカ・コーラ FRESS 風車篇
- 2005年
  - 東京ガス 家を楽しむ、大きな力
  - au PCサイトビューアー篇
  - ロト6 移動遊園地 篇
  - THE FACE SHOP 2005年8月 Arsainte CF
  - THE FACE SHOP 2005年11月 Wrinkle Stop CF
- 2008年
  - TSUTAYA DISCAS ※水橋研二と共演
- 2009年
  - ブルボン クラッシュルマンドシリーズ
- 2010年
  - マルサンアイ ひとつ上の豆乳
- 2011年
  - 第一生命 幸せの道〜母と息子・働くおふくろ篇
  - JR西日本
  - 東芝 白物家電国産1号機80周年 「母の目で見ると」篇
  - ライオン トップ 超コンパクトシリーズ 新CM 「気持ちいい洗濯」篇
- 2012年
  - H.I.S. 3世代旅行「台湾編」「ハワイ編」
  - ハウス食品 燻製カレー
  - ポケモンカードゲームBW7 デッキビルドBOX
- 2013年
  - ライオン バファリンA「母と子」篇
  - ヤクルト化粧品 リベシィホワイト

### 舞台
- オーストラ・マコンドー『そのとき橋には誰にもいなかった』（2010年11月6日 - 14日、アサヒ・アートスクエア）

## 書誌
- 『a girl like you 君になりたい。』佐内正史、マガジンハウス 2005年 ISBN 9784838716111
- 『謎のホームページ サラリーマンNEO 公式レポート』NHK番組制作班、角川書店 2007年 ISBN 9784048839792
- 「ニャミリー訪問〜奥田恵梨華さんとヨルの巻」『猫の手帖』2008年2月号、猫の手帖社 2008年
- 『BRUTUS』 You Tune YouTube マガジンハウス 2008年12月15日号
- 『TV station』 私服のヒトトキ ダイヤモンド社 2009年12号